# Rio Limonlu
Lamo (em latim: Lamus; em grego: Λάμος; romaniz.: Lámos), atualmente conhecido como Lamas ou Limonlu (em turco: Limonlu Çayı[a]), é um rio da antiga Cilícia, agora na província de Mersin, Turquia. O rio formava a fronteira entre a Cilícia Campestre e a Cilícia Traqueia, e mais tarde entre Cilícia Áspera e a Cilícia Própria. Na sua foz situava-se a cidade de Antioquia do Lamo, anteriormente denominada Lamo, ex-capital da região circundante, a Lamótida.